# Saurauia wigmannii
Saurauia wigmannii är en tvåhjärtbladig växtart som beskrevs av Sijfert Hendrik Koorders. Saurauia wigmannii ingår i släktet Saurauia och familjen Actinidiaceae. Inga underarter finns listade i Catalogue of Life.